# Religie in Suriname
Dit artikel behandelt religie in Suriname.

## Statistieken

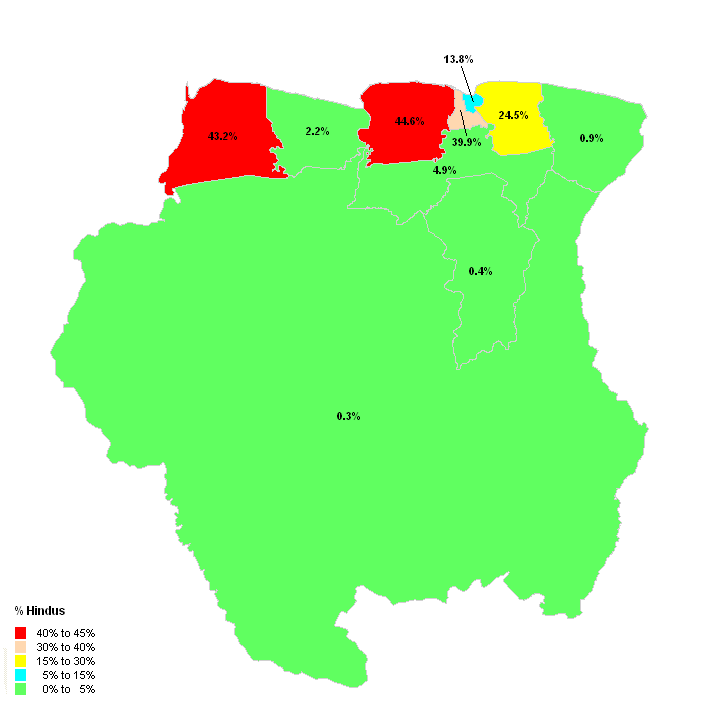
Spreiding van hindoes per Surinaams district (ABS 2007).

### Encarta 2002
Volgens Encarta/Winkler Prins waren de religieuze statistieken van Suriname in 2002 als volgt:

- 27% hindoeïsme
- 23% rooms-katholicisme
- 20% islam
- 19% protestantisme
- 11% overig en traditionele religies

"Onbekend" en "geen religie" worden niet vermeld; denominaties worden verder niet gespecificeerd.

### Volkstelling 2004
Bij de zevende volkstelling in Suriname van 2004 was de verhouding tussen de religies als volgt:
| Religie                | Suriname | Paramaribo | Wanica | Nickerie | Coronie | Saramacca | Commewijne | Marowijne | Para  | Brokopondo | Sipaliwini |
| ---------------------- | -------- | ---------- | ------ | -------- | ------- | --------- | ---------- | --------- | ----- | ---------- | ---------- |
| christendom            | 40,7%    | 47,9%      | 29,7%  | 20,6%    | 75,0%   | 23,5%     | 22,0%      | 58,7%     | 56,5% | 52,4%      | 35,2%      |
| hindoeïsme             | 19,9%    | 13,8%      | 39,9%  | 43,2%    | 2,2%    | 44,6%     | 24,5%      | 0,9%      | 4,9%  | 0,4%       | 0,3%       |
| islam                  | 13,5%    | 9,4%       | 21,7%  | 22,5%    | 11,0%   | 18,8%     | 40,4%      | 6,8%      | 11,3% | 0,2%       | 0,1%       |
| traditioneel + overige | 5,8%     | 3,8%       | 3,4%   | 0,7%     | 1,6%    | 3,0%      | 4,2%       | 11,5%     | 6,8%  | 16,8%      | 26,8%      |
| geen                   | 4,4%     | 3,9%       | 2,7%   | 0,6%     | 1,8%    | 1,4%      | 1,5%       | 4,7%      | 8,1%  | 11,8%      | 14,8%      |
| onbekend               | 15,7%    | 21,1%      | 2,6%   | 12,4%    | 8,4%    | 8,6%      | 7,3%       | 17,4%     | 12,5% | 18,5%      | 22,9%      |

Van het christendom was ongeveer de helft rooms-katholiek en de helft protestants (Evangelische Broedergemeente Suriname en andere). Het hindoeïsme werd vertegenwoordigd door Sanatana Dharma en Arya Samaj, de islam door soennisme en Ahmadiyya. Onder de 'traditionele en overige religies' zijn verstaan: Winti, Jodendom, Javanisme, Jehova's getuigen en andere.

### Volkstelling 2012
De achtste volkstelling in 2012 geeft een iets scherper beeld, daar het percentage 'onbekend' aanmerkelijk kleiner is. Dezelfde gegevens zijn opgenomen in het CIA World Factbook 2012. 
| Religie                | Suriname |
| ---------------------- | -------- |
| christendom            | 48,4%    |
| hindoeïsme             | 22,3%    |
| islam                  | 13,9%    |
| traditioneel + overige | 4,8%     |
| geen                   | 7,5%     |
| onbekend               | 3,2%     |

De vier grootste denominaties in Suriname zijn R.K. (21,6%), Hindoe Sanatan (18,0%), Pinksterbeweging of Volle Evangelie (11,2%) en Evangelische Broedergemeente (11,2%). De Pinksterbeweging is sterk opgekomen. De protestantse kerken samen (VE, EBG, Lutherse en Hervormde kerk) komen uit op 23,6% (hierbij niet meegerekend de categorieën Overig Christen en Jehova's). 

Hieronder enkele denominaties uitgesplitst naar bevolkingsroep, in de ABS-terminologie van 2012. Afro-Surinamers is hierin een restcategorie, dus géén koepelbegrip (van creolen, marrons en gemengden).
| Rooms-Katholiek    | 117.261 | %     |
| ------------------ | ------- | ----- |
| Creolen            | 34.566  | 29,48 |
| Gemengden          | 30.864  | 26,32 |
| Marrons            | 27.626  | 23,56 |
| Indianen           | 11.356  | 9,68  |
| Javanen            | 3.621   | 3,09  |
| Hindoestanen       | 3.151   | 2,69  |
| Overige            | 2.733   | 2,33  |
| Afro-Surinamers    | 1.343   | 1,15  |
| Chinese Surinamers | 1.072   | 0,91  |
| Blanken            | 580     | 0,49  |
| Weet niet          | 190     | 0,16  |
| Geen antwoord      | 159     | 0,14  |

| Evangelische Broedergemeente Suriname | 60.420 | %     |
| ------------------------------------- | ------ | ----- |
| Creolen                               | 26.543 | 43,93 |
| Marrons                               | 19.093 | 31,60 |
| Gemengden                             | 7.787  | 12,89 |
| Javanen                               | 3.123  | 5,17  |
| Afro-Surinamers                       | 1.290  | 2,14  |
| Hindoestanen                          | 1.143  | 1,89  |
| Chinese Surinamers                    | 465    | 0,77  |
| Overige                               | 392    | 0,65  |
| Indianen                              | 317    | 0,52  |
| Geen antwoord                         | 107    | 0,18  |
| Weet niet                             | 83     | 0,14  |
| Blanken                               | 77     | 0,13  |

## Bekende gebedshuizen

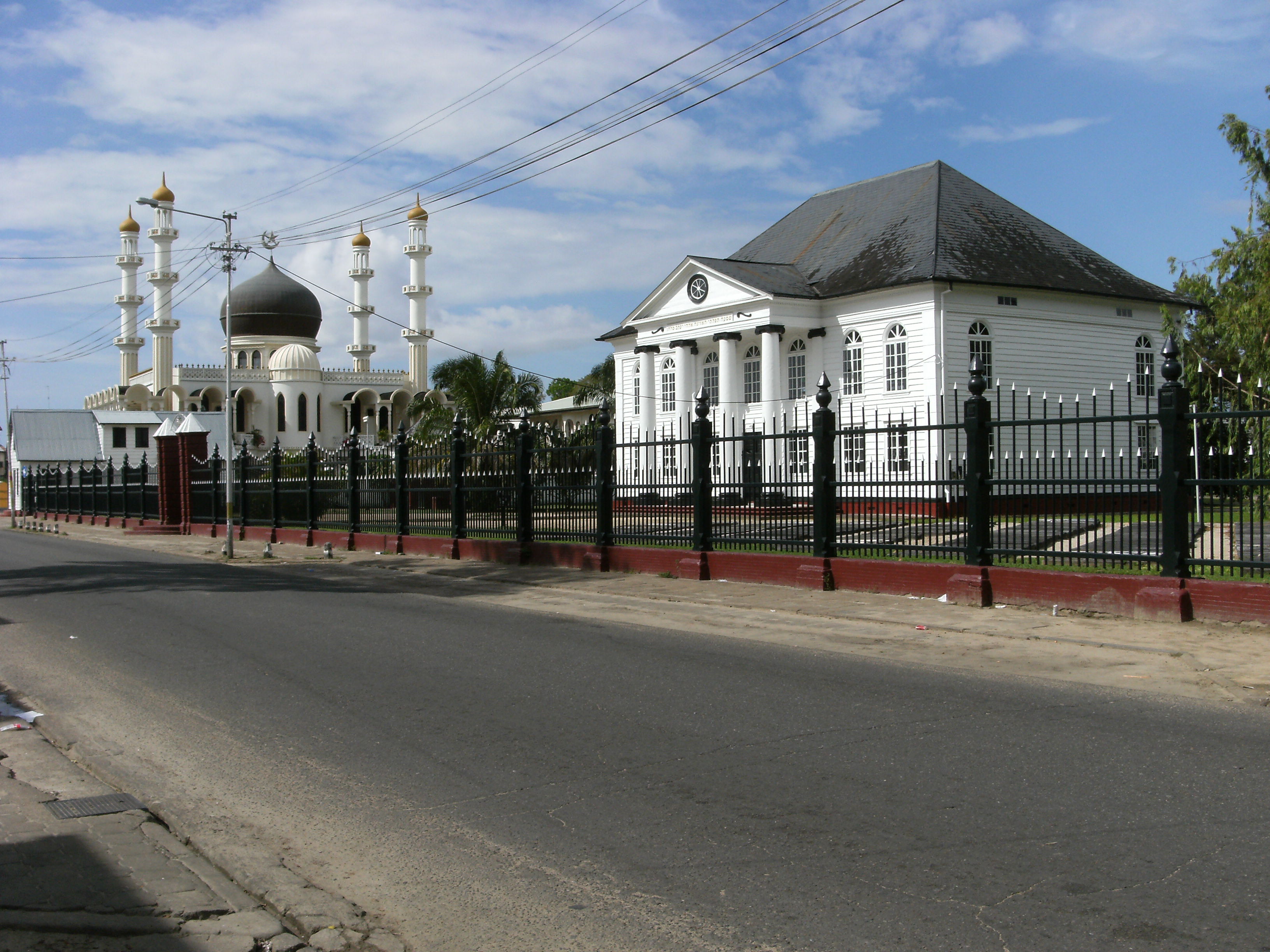
Moskee Keizerstraat (islamitisch) en Synagoge Neve Shalom (joods) in Paramaribo.
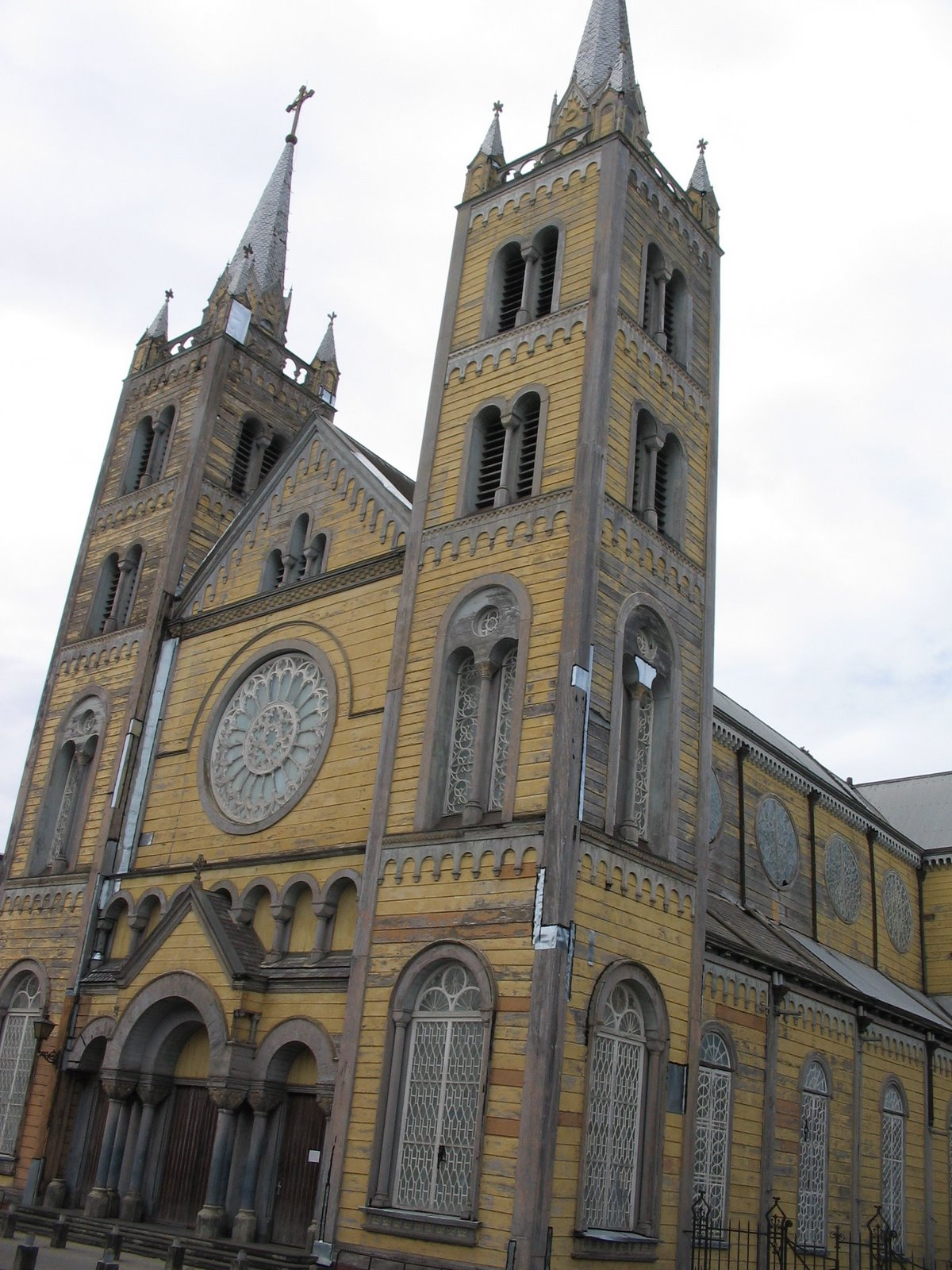
Sint-Petrus-en-Pauluskathedraal (katholiek) in Paramaribo.
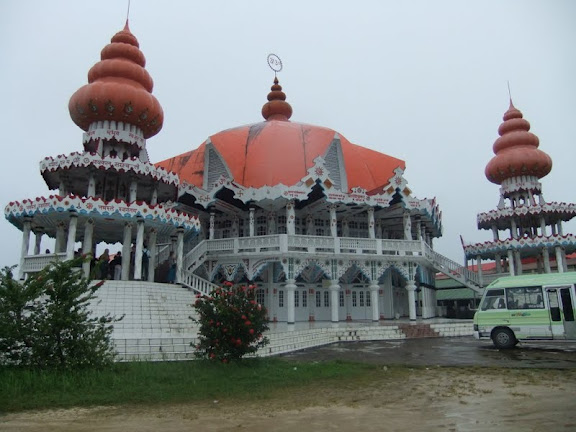
Arya Diwakertempel (hindoeïstisch) in Paramaribo.
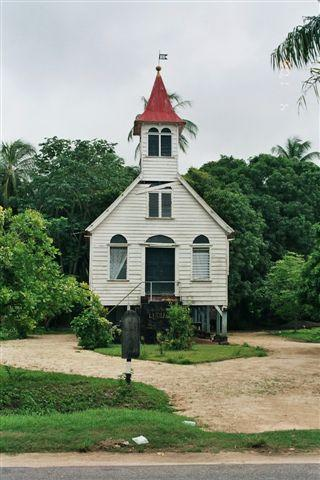
Kerk op palen in Coronie (2006).
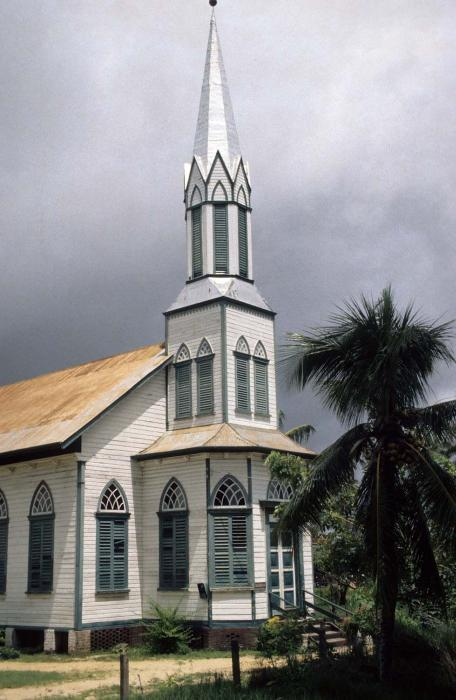
EBGS-kerk in Nickerie (1997).
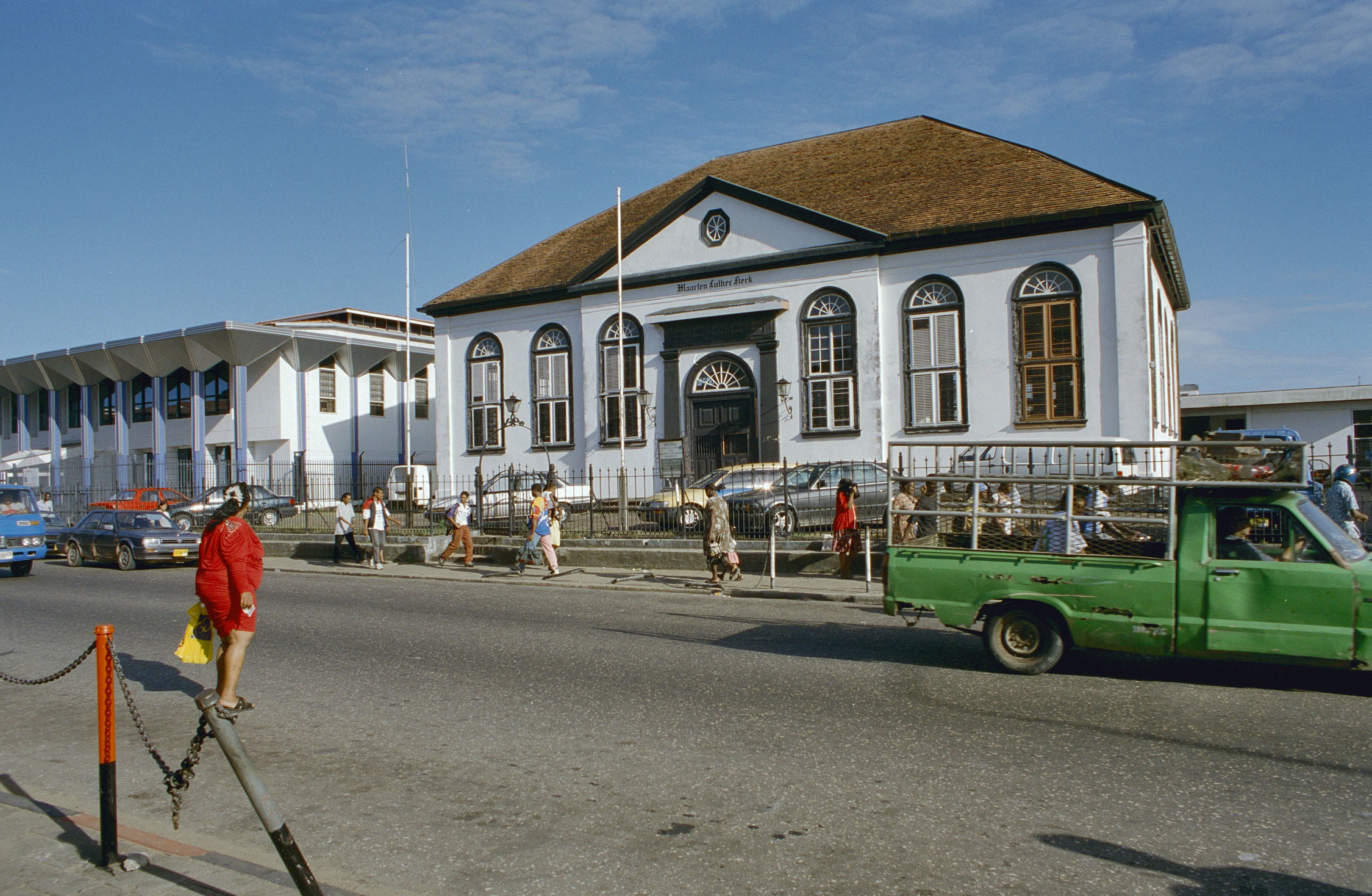
Maarten Lutherkerk (protestants) in Paramaribo.
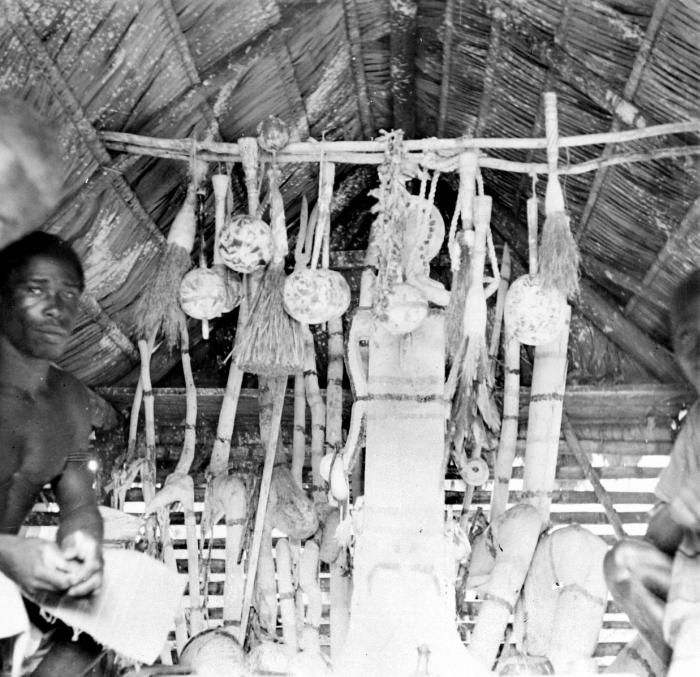
Interieur van een Kumantietempel (Winti) in het binnenland aan de Cottica.